# چرونا لوکوا
چرونا لوکوا (به بلغاری: Chervena lokva) یک منطقهٔ مسکونی در بلغارستان است که در شهرستان گابروو واقع شده‌است.